# Guadalupe de Ceita
João Guadalupe Viegas de Ceita (Santo Tomé, 4 de febrero de 1929) es un escritor, médico y político de Santo Tomé y Príncipe, una de las figuras más importantes de la independencia. En 2015, publicó sus memorias con el título  Memórias e sonhos perdidos : de um combatente pela libertação e progresso de São Tomé e Príncipe.